# 李敷仁
李敷仁（1899年—1958年），男，陕西咸阳人。中国报业活动家，教育家。本名蒲咸，改名文会，字敷仁，后以字行。曾任民盟中央委员，西北人民革命大学校长，西安市政协副主席，第一届全国人大代表。

## 生平
1899年生于陕西咸阳北杜镇。祖籍陕西蒲城。1905年入私塾读书。1920年考入陕西省立第三中学。1925年毕业后在陕军何经纬部教导队任文化教员。1926年在咸阳县立高级小学任教，1927年任校长。1928年后，历任国民党陕西省党部助理干事、科长、党部机关报《中山日报》编辑，曾发表《帝国主义进了潼关》等社论，又在《觉悟青年》发表了《地皮将透的咸阳》，揭露军阀、土豪、贪官污吏的罪行。1931年赴日本留学，参加中国留学生抗日活动，九一八事变后回国，先后在凤翔二中、兴国中学等学校任职。
1937年加入中国共产党，同年11月在西安和杜斌丞、杨明轩等人创办《老百姓报》，宣传抗日活动和文艺通俗运动。4年后被当局勒令停刊。1942年，加入中国民主同盟，任西北民盟总支部青年部主任。1945年5月，李敷仁又创办了《民众导报》，任主编兼主笔，提倡民主，宣传革命。
1946年5月1日，李敷仁被国民党特务绑架，被连开两枪，所幸并未死亡，被当地群众救回家中。之后，他在群众的多方掩护下逃出虎口，卡在他颈部的子弹也被取了出来。7月17日抵达延安。
1946年9月，被任命为延安大学校长。1949年中华人民共和国成立后，历任民盟中央委员，西北人民革命大学校长等职。1954年，当选第一届全国人民代表大会代表。
因患急性心力衰竭症，于1958年2月19日晚在西安逝世。

## 出版物
笔名有老百姓、咸贞、劳百星、富韧、护仁、村长、护人、咸员等。著有《李敷仁诗文选》、《抗战歌谣》、《关中民歌集锦》等。